# Župnija Brezno
Župnija Brezno je rimskokatoliška teritorialna župnija dekanije Radlje-Vuzenica koroškega naddekanata, ki je del nadškofije Maribor.

## Sakralni objekti
Župnijska cerkev je cerkev sv. Marije Vnebovzete.